# نيتش تيواري
نيتيش تيواري هو مخرج أفلام هندية، كاتب سيناريو، وشاعر غنائي معروف بأعماله في بوليوود. ظهر لأول مرة في الإخراج من خلال المشاركة في إخراج (Chillar Party (2011 الذي حصل على جائزة الفيلم الوطني كأفضل فيلم للأطفال في ذلك العام. ثم أخرج الدراما السياسية عودة بوثناث في (2014) الذي حقق نجاحاً كبيراً في شباك التذاكر.
في عام 2016م، قام بإخراج وكتابة سيناريو دانغال الذي تم عرضه في مهرجان بكين السينمائي الدولي في أبريل 2017م، ومهرجان البريكس الثاني في يونيو 2017. الفيلم هو أعلى الأفلام الهندية ربحاً وخامس أعلى الإيرادات كفيلم غير إنجليزي، حيث جمع أكثر من 2000 كرور روبية (290 مليون دولار أمريكي)، وحصل على أكثر من 1200 كرور روبية في الصين. حيث برز كواحد من أفضل 20 شركة تحقق أعلى معدل على الإطلاق. حصل تيواري على جائزة فيلم فير كأفضل مخرج في حفل توزيع جوائز فيلم فير الـ 62 وجائزة تلسترا الشعبية
في مهرجان ملبورن للسينما الهندية لعام 2017. كما فاز بجائزة فيلم فير لأفضل مخرج في عام 2017 لإخراجه دانجال.

## بدايات حياته
وُلد تيواري في عائلة هندوسية في إيتارسي بولاية ماديا براديش إلى ب. د. تيواري. [بحاجة لمصدر] لديه أخ وأخت. تخرج من المعهد الهندي للتكنولوجيا في بومباي عام 1996 بدرجة البكالوريوس في هندسة المعادن وعلوم المواد. [بحاجة لمصدر] عمل تيواري كمخرج إبداعي في ليو بورنيت قبل أن يدخل بوليوود.

## الحياة الشخصية
يعيش في منزل صغير في تشيمبور مع زوجته أشويني إير تيواري، التي كانت زميلته ومديرة الإبداع في ليو بورنيت.ثم بعد ذلك أصبحت مخرجة أفلام هي الأخرى. للزوجين توأمان وصبي وفتاة.

## روابط خارجية
- نيتش تيواري على موقع IMDb (الإنجليزية)
- نيتش تيواري على موقع أول موفي (الإنجليزية)
- نيتش تيواري على موقع قاعدة بيانات الفيلم (الإنجليزية)
- نيتش تيواري على موقع كينوبويسك (الروسية)